# Ichneumon craterorum
Ichneumon craterorum är en stekelart som beskrevs av Heinrich 1978. Ichneumon craterorum ingår i släktet Ichneumon och familjen brokparasitsteklar. Inga underarter finns listade i Catalogue of Life.